# Zigomar (film 1964)
Zigomar è un film del 1964 diretto e sceneggiato da Armando Garces, con protagonisti Jess Lapid e Divina Valencia.
È incentrato sull'eroe mascherato e abile spadaccino Zigomar, a sua volta ispirato al personaggio di Zorro. Il successo della pellicola e la prematura morte di Jess Lapid (avvenuta quattro anni dopo) convinsero suo nipote Lito a riprendere il personaggio mascherato nel 1984 in un remake, anch'esso intitolato Zigomar (uscito in Francia con il titolo di Zorro le justicier masqué) e diretto da Eddie Nicart.

## Distribuzione
Il film è stato distribuito nel circuito cinematografico filippino il 19 dicembre 1964.